# Poliénas
Poliénas – miejscowość i gmina we Francji, w regionie Owernia-Rodan-Alpy, w departamencie Isère.
Według danych na rok 1990 gminę zamieszkiwało 908 osób, a gęstość zaludnienia wynosiła 65 osób/km² (wśród 2880 gmin regionu Rodan-Alpy Poliénas plasuje się na 833. miejscu pod względem liczby ludności, natomiast pod względem powierzchni na miejscu 843.).
Przez gminę przepływa rzeka Isère. 